# Lijst van autosnelwegen in de Dominicaanse Republiek

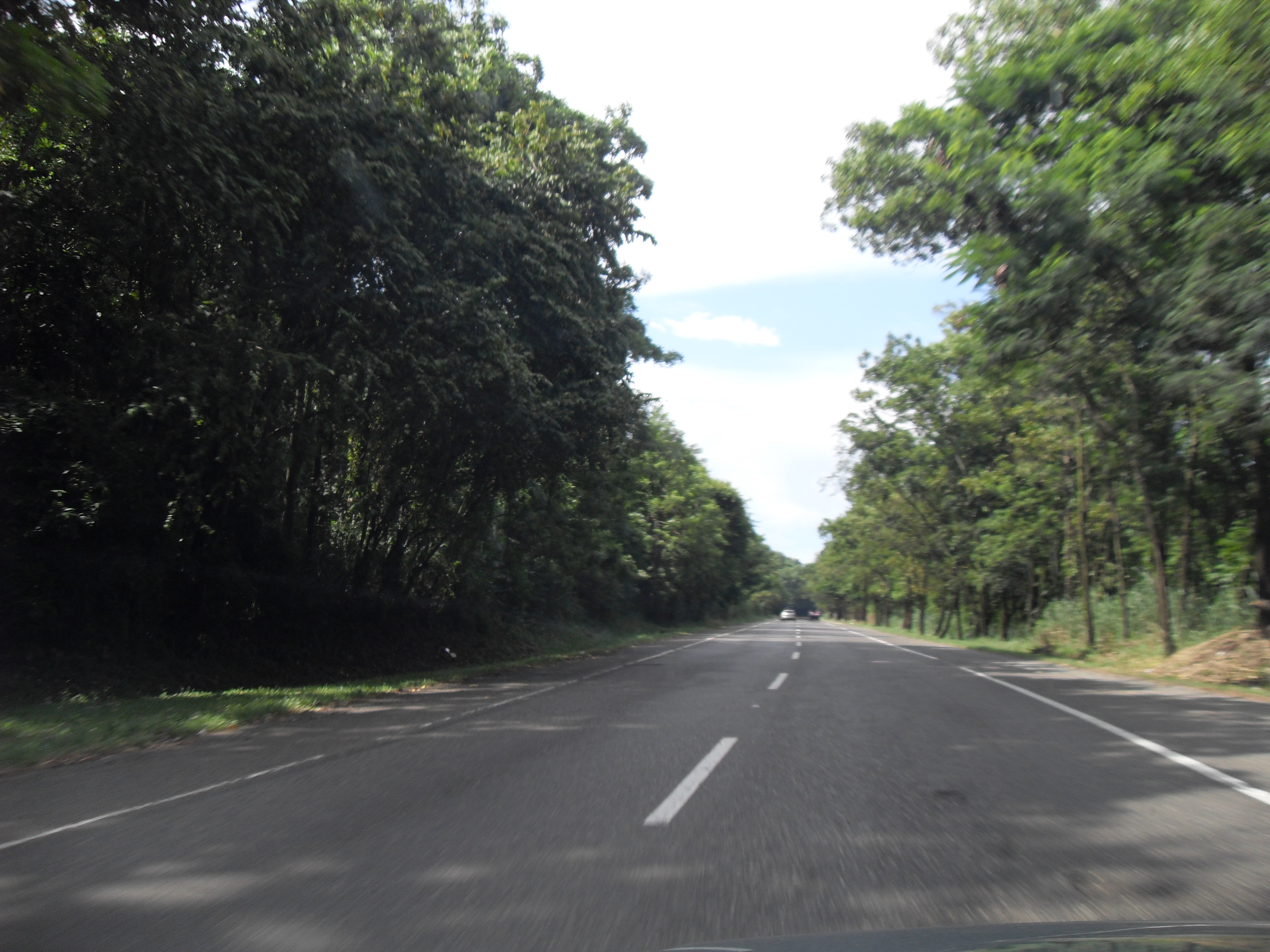
Een rijbaan van de Autopista Duarte

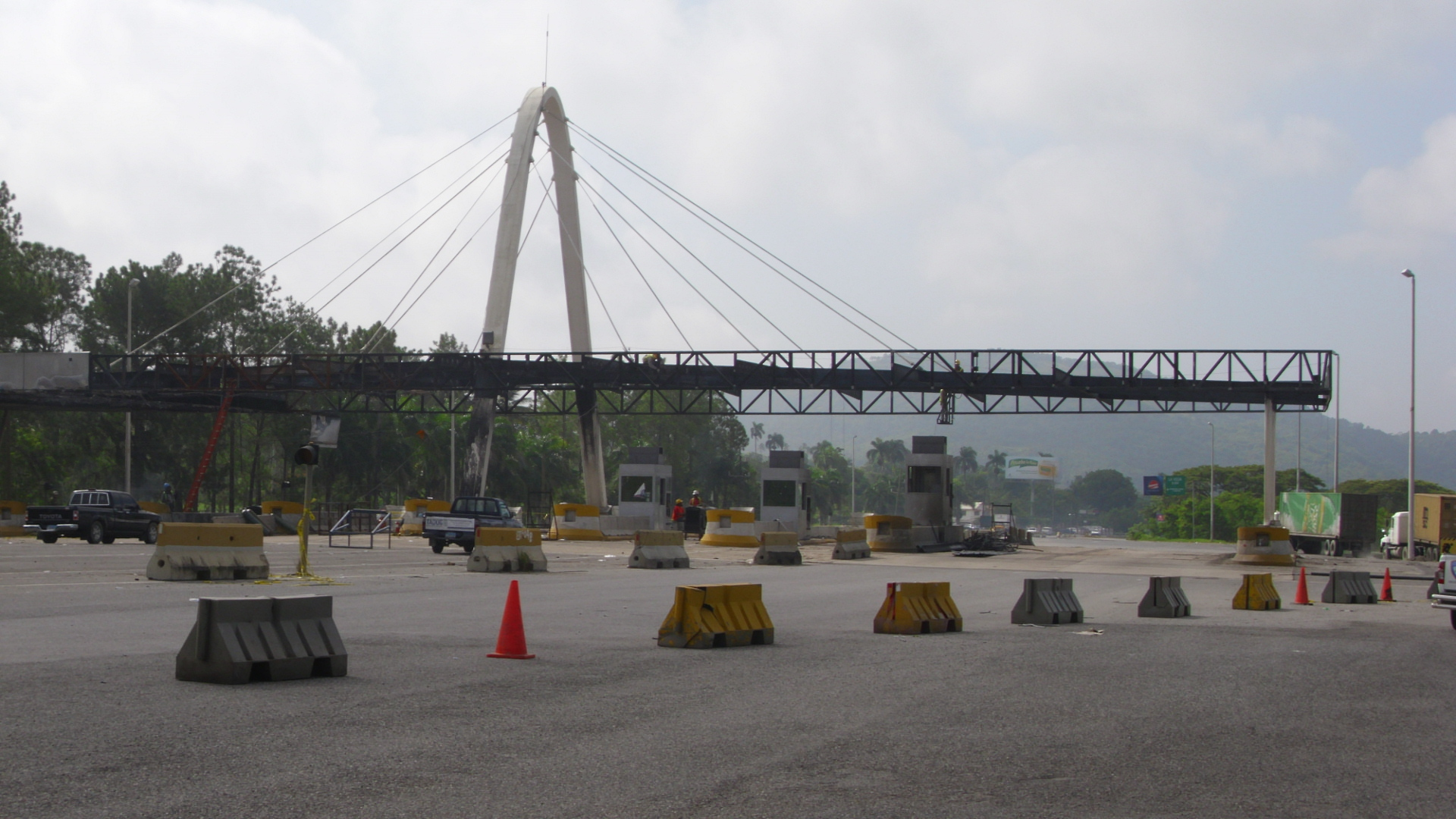
Tolstation op de Autopista Duarte

Hieronder volgt een lijst van autosnelwegen (autopista) in de Dominicaanse Republiek.
- Autopista Juan Pablo Duarte of DR-1 – Een weg van 270 kilometer tussen Santo Domingo en het noorden (Santiago).
- Autopista Las Américas of DR-3 – Een weg tussen internationale luchthaven Las Américas en Santo Domingo, en tussen Las Américas en Boca Chica.[1]
- Autopista del Este of DR-3 – Een weg van 81 kilometer tussen La Caleta en La Romana.[1]
- Autopista Del Coral  of Autopista Óscar de la Renta  of DR-3 – Een weg van 70 kilometer tussen La Romana en het Punta Cana.
- Autopista 6 de Noviembre of DR-6 – Een westelijke invalsweg van Santo Domingo van 19 kilometer.
- Circunvalación de Santo Domingo of DR-1 – Een westelijke en noordelijke ringweg om Santo Domingo van 53 kilometer lang.[2]
- Autopista Juan Pablo II of Autopista del Nordeste of Autovía del Samaná of DR-7 – Een weg van 107 kilometer tussen Santo Domingo en Samaná. Een deel van de Circunvalación de Santo Domingo maakt er ook deel van uit.[3]